# 植松雅言
植松 雅言（うえまつ まさこと）は、江戸時代後期の公家、明治時代の華族。参議・東園基貞の二男。

## 経歴
山城国京都で生まれる。修理権大夫・植松雅恭の養子となる。天保11年（1840年）昇殿を許された。安政5年（1858年）廷臣八十八卿列参事件に加わり、元治元年7月19日（1864年8月20日）の禁門の変では長州藩士のため画策した。慶応2年8月（1866年）朝廷刷新の二二卿建議（廷臣二十二卿列参事件）に加わり差控となる。
慶応3年12月9日（1868年1月3日）王政復古を迎え、慶応4年2月20日（1868年3月13日）参与に任じられた。その後、神祇事務局権判事、同判事加勢、神祇官判事、氷川社遷宮御用掛、神祇権大祐などを歴任し、明治4年1月18日（1871年3月8日）免本官となった。

## 系譜
- 父：東園基貞
- 母：東園国子 - 芝山国豊の娘[3]
- 妻：植松富子 - 藤井行学の二女[1]
- 側室：家女房
  - 長男：植松雅平（子爵）[1]
  - 男子：植松雅雄
- 養子
  - 男子：植松雅徳 - 植松雅恭の子